# 2019年犹他州旅游客车翻覆事故
2019年犹他州旅游客车翻覆事故是指发生于2019年9月20日，一辆载有31人的旅游客车在美国犹他州南部布莱斯峡谷国家公园附近翻车的事故。该事故造成4名上海籍乘客死亡，26人受伤。

## 详情
客车属于竹园旅行社，司机是美国人，这次事故是该名司机首次为该旅行社驾车。